# Касянівка (Маріупольський район)
Кася́нівка — село Кальчицької сільської громади Маріупольського району Донецької області в Україні. 

## Загальні відомості
Заснована Касянівка у 1906 році. Касянівка — село, центр сільської ради, розташоване за 8 км від залізничної станції Кальчик.
Сільській раді підпорядковані також населені пункти Ключове, Кременівка, Македонівка, Херсонес.
Центральна садиба колгоспу імені Калініна розміщена у Касянівці. За артіллю закріплено 3867 га орної землі. Господарство спеціалізується на виробництві зерна і продуктів тваринництва.
У селі є дитячі ясла, початкова школа, клуб, бібліотека.
Через село проходить траса національного значення Н20 Маріуполь — Слов'янськ. Відстань до районного центру становить 29 км і проходить переважно автошляхом Т 0523 Кременівка — Ялта.

## Населення
За даними перепису 2001 року населення села становило 708 осіб.
| Національний склад | Національний склад |
| Національність     | Частка, %          |
| ------------------ | ------------------ |
| українці           | 5,93               |
| росіяни            | 88,56              |
| греки              | 4,66               |
| вірмени            | 0,42               |
| білоруси           | 0,14               |
| гагаузи            | 0,14               |
| євреї              | 0,14               |